# تپه مهماندوست
تپه مهماندوست در شهرستان دامغان، بخش مرکزی، روستای مهماندوست واقع شده و این اثر در تاریخ ۲۵ اسفند ۱۳۷۹ با شمارهٔ ثبت ۳۶۳۲ به‌عنوان یکی از آثار ملی ایران به ثبت رسیده است.